# Юпитер (бог)
Вижте пояснителната страница за други значения на Юпитер.
Юпитер (на латински: Iūpiter [ˈjuːpɪtɛr] или Iuppiter [ˈjʊppɪtɛr], gen. Iovis [ˈjɔwɪs]) е главният бог в римския пантеон – бог на небето, дневната светлина и бурите, пръв сред боговете и властелин на света. Син е на Сатурн и на Рея, съпруг на Юнона. Името Iuppiter идва от Pater Jovis, а то от глагола iuvare, „помагам“ и Pater („баща“), като първоначалното име е Diovis, „блестящ“, Diespiter, Dispater, „баща на деня“.
Юпитер наследява по-стари италийски божества и затова функциите му са доста разнообразни – освен бог-гръмовержец, той покровителства земеделието, пазител е на границите, защитник на свободата, гарант на клетвите, бог на победоносната война и др. При създаването на Римската империя, Юпитер става покровител на императорите. Атрибутите му са жезъл и мълния и лицевото окосмление. Някои изследователи го смятат и за наследник на по-старо божество, дух на дърветата, за което говорят някои от епитетите му: Фрутифер (плодоносен), Фагутал (бук), Румин (смокиня), Вимин (тръстика). Като Юпитер Лапис е почитан и под формата на камък. Отъждествен е с гръцкия Зевс.

## Култ
Най-големият храм в Древен Рим е на Юпитер и се намира на хълма Капитолий. Там е почитан заедно с Юнона и Минерва, формирайки така Капитолийската Триада. Строежът на този храм е започнат от Тарквиний Приск и завършва при последния римски цар, Тарквиний Горди. При управлението на Сула, храмът е опожарен; при възстановяването му е издигната още по-величествена постройка. Храмове на Юпитер предимно са построявани в новите колониални градове на римляните.
Като бог на светлината на него са посветени дните на пълнолуние (иди), почитан е (като бог на небето) и по планинските върхове.
По-късно, при проникването на източни култове в Римската империя с Юпитер са отъждествени боговете Баал, Серапис и др. С него е отъждествен и келтския бог Таранис (почитан е под името Юпитер Таранис),

## Епитети
- Оптим Максим Сотер (Optimus Maximus Soter) – най-добрият, най-великият, спасител. Това е името му в римския държавен култ.
- Целестис (Caelestis) – небесен
- Фулгуратор, Фулгур (Fulgurator, Fulgur) – мълниеносен (заповедник на мълниите)
- Тонанс (Tonans) – гърмящ (изпращащ гръмотевици)
- Луцетий (Lucetius) – от „lux“ – светлина
- Плувий (Pluvius) – изпращащ дъжд
- Феретриус, Феретрий (Feretrius) – грижещ се за победоносна война, богата на трофеи и плячка. С Юпитер Феретрий е свързан обичаят на триумфа
- Виктор (Victor) – даряващ победа
- Консерватор (Conservator) – пазещ войската
- Статор (Stator) – вдъхващ сила и издръжливост на римските войници, за да не отстъпват в битка.
- Термин (Terminus) – пазител на границите
- Либертас (Libertas) – пазител на свободата
- Дапалис (Dapalis) – от „daps“ трапеза, устройвана от земеделеца, преди да започне сеитбата. Като Дапалис, Юпитер покровителства земеделието. На него са посветени и виналиите – празниците при събирането на гроздето.
- Лациарис (Latiaris) – покровител на латинските племена
- Укселин (Uxellinus) – като бог на високите планини

## Галерия
- Бюст на Юпитер, Ватикана, Рим
- Бронзова статуетка на Юпитер